# Jammerbugt
El municipi de Jammerbugt és un municipi danès que va ser creat l'1 de gener del 2007 com a part de la Reforma Municipal Danesa, integrant els antics municipis de Brovst, Fjerritslev, Pandrup i Aabybro. El municipi és situat al nord de la península de Jutlàndia, a la Regió de Nordjylland, abasta una superfície de 872,92 km².
La ciutat més important i capital del municipi és Aabybro (5.199 habitants el 2009). Les altres ciutats són:
- Brovst
- Fjerritslev
- Pandrup

Altres poblacions del municipi:
- Arentsminde
- Biersted
- Birkelse
- Blokhus
- Bonderup
- Gjøl
- Gøttrup
- Halvrimmen
- Hune
- Ingstrup
- Kås
- Klim
- Moseby
- Nørhalne
- Østerby
- Saltum
- Skovsgård
- Tranum
- Vester Hjermitslev
- Vester Torup

## Consell municipal
Resultats de les eleccions del 18 de novembre del 2009:
| Partit                      | vots | % vots |
| --------------------------- | ---- | ------ |
| Socialdemokratiet           | 7559 | 36,0   |
| Det Radikale Venstre        | 218  | 1,0    |
| Det Konservative Folkeparti | 927  | 4,4    |
| Socialistisk Folkeparti     | 1899 | 9,0    |
| Kristendemokraterne         | 171  | 0,8    |
| Dansk Folkeparti            | 1190 | 5,7    |
| Borgerlisten Jammerbugten   | 743  | 3,5    |
| Venstre                     | 8288 | 39,5   |

### Alcaldes
| Alcalde              | Període               | Partit  |
| -------------------- | --------------------- | ------- |
| Mogens Christen Gade | 1-1-2007 a 31-12-2009 | Venstre |
|                      | 1-1-2010 a 31-12-2013 |         |